# Příšov
Příšov je obec v okrese Plzeň-sever v Plzeňském kraji. Žije v ní 334 obyvatel.

## Historie
První písemná zmínka o vesnici pochází z roku 1268. Patřila drobnému rytířskému rodu, který zde měl i své sídlo – tvrz, která byla majiteli používána až do počátku 16. století. Poloha tvrze nebyla dosud zjištěna.

## Obyvatelstvo
| Rok            | 1869 | 1880 | 1890 | 1900 | 1910 | 1921 | 1930 | 1950 | 1961 | 1970 | 1980 | 1991 | 2001 | 2011 | 2021 |
| -------------- | ---- | ---- | ---- | ---- | ---- | ---- | ---- | ---- | ---- | ---- | ---- | ---- | ---- | ---- | ---- |
| Počet obyvatel | 216  | 203  | 239  | 245  | 283  | 278  | 317  | 268  | 286  | 276  | 252  | 213  | 231  | 301  | 332  |
| Počet domů     | 23   | 23   | 26   | 29   | 32   | 34   | 58   | 65   | 69   | 70   | 73   | 75   | 79   | 89   | 123  |

## Obecní správa
Mezi lety 1869–1950 Příšov byl obcí v okrese Plzeň (1869–1930) a později v okrese Plzeň-okolí. V letech 1961–1990 patřil jako část obce k Ledcům a od 24. listopadu 1990 je opět samostatnou obcí.

### Obecní symboly
Znak a vlajka byly obci uděleny rozhodnutím předsedy Poslanecké sněmovny Parlamentu České republiky dne 17. února 2006.

## Společnost
Ve vesnici se nachází vodní nádrž a restaurace. Působí zde sbor dobrovolných hasičů.